# Jan Raczyński (pediatra)
Jan Rudolf Raczyński (ur. 16 listopada 1865 w Nowym Sączu, zm. 1 sierpnia 1918 we Lwowie) – lekarz pediatra, profesor nauk medycznych.

## Życiorys
Był synem Jana, kupca, i Anieli z Bulgiewiczów, bratem muzyka Bolesława. Po ukończeniu gimnazjum w Nowym Sączu studiował w latach 1883–1889 medycynę na UJ otrzymując tytuł doktora w 1889, dodatkowo w latach 1886–1888 studiował prawo. Odbył roczną służbę wojskową jako lekarz garnizonowy w Krakowie, po ukończeniu której pracował w latach 1890–1896 jako sekundariusz Szpitala Dziecięcego Św. Ludwika w Krakowie, a zarazem w latach 1892–1897 jako asystent kliniki pediatrycznej UJ u Macieja Leona Jakubowskiego, którego był najwybitniejszym uczniem. W 1894 specjalizował się w pediatrii u Adalberta Czernego we Wrocławiu, dodatkowo na UJ w bakteriologii u Odo Bujwida i w patologii ogólnej u Antoniego Gluzińskiego. W 1896 habilitował się z pediatrii na UJ na podstawie pracy Wpływ jadów drobnoustrojowych na narząd krążenia. W 1902 został profesorem nadzwyczajnym i kierownikiem oddziału niemowlęcego kliniki UJ. W latach 1900–1904 organizował dla lekarzy kursy pediatryczne. W latach 1893–1904 wchodził w skład redakcji „Przeglądu Lekarskiego”, a w latach 1902–1904 w skład zarządu Zachodnio-Galicyjskiej Izby Lekarskiej w Krakowie. W 1904 przeniósł się do Lwowa w roku 1905 utworzył drugą na ziemiach polskich katedrę pediatrii, w 1909 przy poparciu namiestnika Galicji Andrzeja Potockiego niewielką, ale nowoczesną klinikę pediatryczną. W 1905 zainicjował „Lwowski Tygodnik Lekarski”, który następnie współredagował, w 1908 z Józefem Brudzińskim założył „Przegląd Pediatryczny” i wraz z nim go redagował. W 1909 zainicjował utworzenie we Lwowie Towarzystwa Ochrony Dziecka. W 1913 został profesorem zwyczajnym. W czasie zajęcia Lwowa przez Rosjan w latach 1914–1915 pozostał na miejscu i zarządzał klinikami internistyczną, chirurgiczną, okulistyczną i położniczą.
Jako pierwszy na świecie ogłosił w 1912 na Kongresie Pediatrycznym w Paryżu wyniki swoich prac doświadczalnych na temat wpływu światła słonecznego na osadzanie się wapnia w kościach.
Zmarł nagle 1 sierpnia 1918 we Lwowie na wylew krwi do mózgu. Został pochowany na Cmentarzu Łyczakowskim we Lwowie 3 sierpnia 1918.
Był żonaty od 18 września 1904 z Marią Pareńską, córką Stanisława Pareńskiego – krakowskiego lekarza i profesora UJ, uwiecznioną przez St. Wyspiańskiego w jego dramacie „Wesele” jako Maryna; późniejszą żoną lekarza Jana Greka, wraz z którym poniosła śmierć w dokonanym przez Niemców mordzie profesorów lwowskich 3/4 lipca 1941 we Lwowie. Miał syna Adama – lekarza chirurga – i córkę Annę – żonę lekarza Emila Michałowskiego.